# Данъшман (вилает Одрин)
Данъшман или Талишман (на турски: Danişment) е село в Източна Тракия, Турция, Вилает Одрин. Околия Узункьопрю.

## География
Селото се намира на 20 км североизточно от Узункьопрю.

## История
В началото на 20 век Талишман е село в Узункюприйска кааза на Османската империя. Според статистиката на професор Любомир Милетич в 1912 година в селото живеят помаци.